# École des beaux-arts en France
Pour les articles homonymes, voir Beaux-arts.

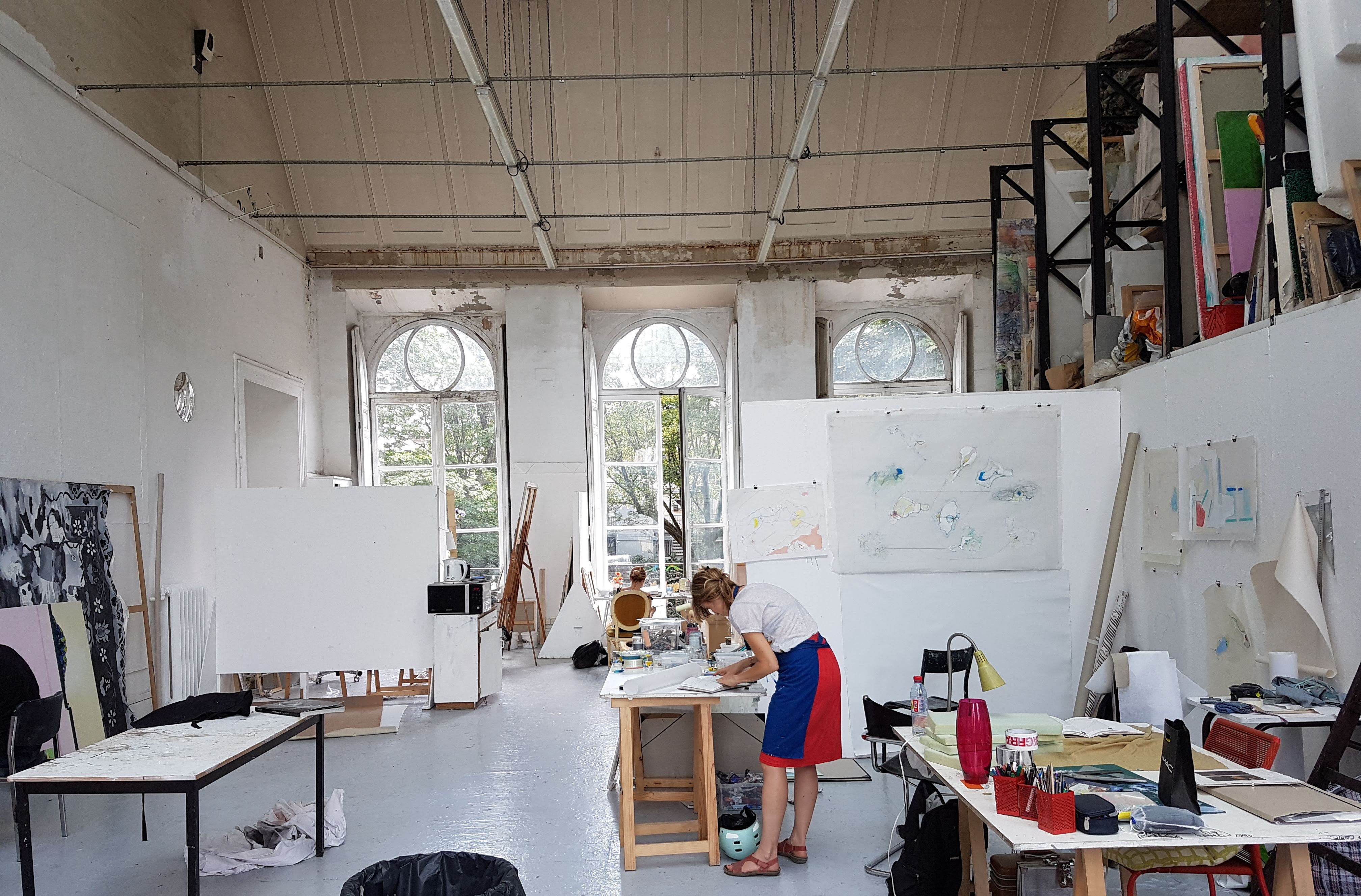
L'un des quatre ateliers historiques de peinture de l'ENS des Beaux-Arts de Paris, en face du Louvre.

En France, une école des beaux-arts désigne aujourd'hui les 12 écoles nationales supérieures d'art (ENSA), ainsi que 34 écoles supérieures d'art et de design (ESAD) territoriales publiques.
Elles ne doivent pas être confondues avec certaines écoles municipales des beaux-arts qui correspondent généralement à des classes préparatoires aux écoles supérieures d'art.

## Liste

### Écoles nationales supérieures d'art
| Ville     | Intitulé                                                    | Date de fondation | Intitulé original                              |
| --------- | ----------------------------------------------------------- | ----------------- | ---------------------------------------------- |
| Paris     | École nationale supérieure des Beaux-Arts de Paris (ENSBA)  | 1648              | Académie royale de peinture et de sculpture    |
| Nancy     | École nationale supérieure d’art de Nancy (ENSA Nancy)      | 1708              | École des beaux-arts de Nancy                  |
| Lyon      | École nationale supérieure des beaux-arts de Lyon (ENSBA)   | 1756              | École impériale des beaux-arts de Lyon         |
| Dijon     | École nationale supérieure d’art de Dijon (ENSA Dijon)      | 1765              | École nationale des beaux-arts de Dijon        |
| Paris     | École nationale supérieure des arts décoratifs (ENSAD)      | 1766              | École royale gratuite de dessin de Paris       |
| Bourges   | École nationale supérieure d'art de Bourges (ENSA Bourges)  | 1881              | École nationale des beaux-arts de Bourges      |
| Limoges   | École nationale supérieure d’art de Limoges (ENSA Limoges)  | 1881              | École nationale des arts décoratifs de Limoges |
| Nice      | École nationale supérieure d’art de Nice - Villa Arson      | 1972              | École nationale des arts décoratifs de Nice    |
| Cergy     | École nationale supérieure d’art de Paris-Cergy (ENSAPC)    | 1975              | N/A                                            |
| Paris     | École nationale supérieure de création industrielle (ENSCI) | 1982              | N/A                                            |
| Arles     | École nationale supérieure de la photographie (ENSP Arles)  | 1982              | N/A                                            |
| Tourcoing | Le Fresnoy - Studio national des arts contemporains         | 1997              | N/A                                            |

### Les écoles supérieures d'art et de design territoriales
Les 34 écoles supérieures d'art et de design (ESAD) territoriales sont des établissements publics de coopération culturelle (EPCC) rattachés à des collectivités territoriales qui en sont généralement à l'origine depuis plusieurs décennies. Elles regroupent 8 500 étudiants. Parmi elles, 2 écoles sont régionales, tandis que 32 sont territoriales (intercommunalité ou municipalité).
| Ville            | Intitulé                                                                | Date de fondation | Intitulé original                                                                                    |
| ---------------- | ----------------------------------------------------------------------- | ----------------- | --- |
| Aix-en-Provence  | École supérieure d’art d'Aix-en-Provence (ESAAix)                       | 1765              | N/A                                                                                                  |
| Amiens           | École supérieure d’art et de design d'Amiens (ESAD Amiens)              | 1758              | N/A                                                                                                  |
| Poitiers         | École européenne supérieure de l’image (EESI)                           | 1768              | École royale académique de peinture, sculpture, architecture et arts analogues au dessin de Poitiers |
| Angoulême        | École européenne supérieure de l’image (EESI)                           | 1972              | École des beaux-arts d’Angoulême                                                                     |
| Annecy           | École supérieure d'art Annecy Alpes (ESAAA)                             | N/A               | N/A                                                                                                  |
| Avignon          | École supérieure d'art d'Avignon (ESAA)                                 | 1801              | École des beaux-arts d'Avignon                                                                       |
| Besançon         | Institut supérieur des beaux-arts de Besançon (ISBA)                    | 1807              | École régionale des beaux-arts de Besançon                                                           |
| Bayonne          | École supérieure d'art Pays basque (ESAPB)                              | 1778              | École d'art de la communauté d'agglomération Pays basque                                             |
| Biarritz         | École supérieure d'art Pays basque (ESAPB)                              | N/A               | École supérieure d'art des Rocailles                                                                 |
| Bordeaux         | École supérieure des beaux-arts de Bordeaux (EBABX)                     | 1768              | Académie de peinture, sculpture et architecture civile et navale de Bordeaux                         |
| Caen             | École supérieure d'arts et médias de Caen-Cherbourg (ESAM-C2)           | 1804              | École des beaux-arts de Caen                                                                         |
| Cherbourg        | École supérieure d'arts et médias de Caen-Cherbourg (ESAM-C2)           | 1912              | École supérieure des beaux-arts de Cherbourg-Octeville                                               |
| Brest            | École européenne supérieure d’art de Bretagne (EESAB)                   | 1907              | École des beaux-arts de Brest                                                                        |
| Lorient          | École européenne supérieure d’art de Bretagne (EESAB)                   | 1769              | École des beaux-arts de Lorient                                                                      |
| Quimper          | École européenne supérieure d’art de Bretagne (EESAB)                   | N/A               | École des beaux-arts de Quimper                                                                      |
| Rennes           | École européenne supérieure d’art de Bretagne (EESAB)                   | 1795              | École régionale des beaux-arts de Rennes                                                             |
| Fort-de-France   | Campus caraïbéen des Arts                                               | 2011              | N/A                                                                                                  |
| Metz             | École supérieure d’art de Lorraine                                      | 1950              | École des beaux arts de Metz                                                                         |
| Épinal           | École supérieure d’art de Lorraine                                      | 1966              | École municipale des beaux arts et des arts appliqués à l'impression d'Épinal                        |
| Le Port          | École supérieure d'art de La Réunion                                    | 1991              | École des beaux-arts et des métiers d'art de La Réunion                                              |
| Marseille        | École supérieure d’art et de design Marseille Méditerranée – INSEAMM    | 1752              | École des beaux-arts de Marseille                                                                    |
| Montpellier      | École supérieure des beaux-arts de Montpellier                          | 1249              | École de droit et des arts de Montpellier                                                            |
| Nîmes            | École supérieure des beaux-arts de Nîmes                                | 1820              | École de dessin de Nîmes                                                                             |
| Nice             | École nationale supérieure d’art de Nice - Villa Arson                  | 1972              | École nationale des arts décoratifs de Nice                                                          |
| Nantes           | École supérieure des beaux-arts de Nantes Saint-Nazaire                 | 1904              | École des beaux-arts de Nantes                                                                       |
| Saint-Nazaire    | École supérieure des beaux-arts de Nantes Saint-Nazaire                 | 1904              | École des beaux-arts de Nantes                                                                       |
| Cambrai          | École supérieure d’art de Cambrai (ESAC)                                | 1780              | N/A                                                                                                  |
| Orléans          | École supérieure d'art et de design d’Orléans                           | 1787              | École des beaux-arts d'Orléans                                                                       |
| Tarbes           | École supérieure d’art et de design des Pyrénées                        | N/A               | École supérieure d'art et céramique                                                                  |
| Pau              | École supérieure d’art et de design des Pyrénées                        | N/A               | École supérieure des arts et de la communication de Pau                                              |
| Reims            | École supérieure d'art et de design de Reims                            | 1748              | École des beaux-arts de Reims                                                                        |
| Rouen            | École supérieure d’art et design Le Havre-Rouen                         | 1741              | École régionale d'art de Rouen                                                                       |
| Le Havre         | École supérieure d’art et design Le Havre-Rouen                         | 1800              | École gratuite de dessin et d'architecture du Havre                                                  |
| Saint-Étienne    | École supérieure d'art et design de Saint-Étienne                       | 1803              | École des beaux-arts de Saint-Étienne                                                                |
| Toulon           | École supérieure d’art et de design Toulon Provence Méditerranée        | 1899              | École des beaux-arts de Toulon                                                                       |
| Toulouse         | Institut supérieur des arts et du design de Toulouse                    | 1750              | École supérieure des beaux-arts de Toulouse                                                          |
| Tours            | École supérieure d'art et de design TALM                                | 1760              | École supérieure des beaux-arts de Tours                                                             |
| Le Mans          | École supérieure d'art et de design TALM                                | 1774              | École supérieure des beaux-arts du Mans                                                              |
| Angers           | École supérieure d'art et de design TALM                                | 1795              | École supérieure des beaux-arts d'Angers                                                             |
| Tourcoing        | École supérieure d’art Dunkerque-Tourcoing (ESA)                        | 1836              | École d'art de Tourcoing                                                                             |
| Dunkerque        | École supérieure d’art Dunkerque-Tourcoing (ESA)                        | 1984              | École régionale des beaux-arts de Dunkerque                                                          |
| Valenciennes     | École supérieure d'art et de design de Valenciennes (ESAD Valenciennes) | 1782              | Académie de peinture et de sculpture de Valenciennes                                                 |
| Valence          | École supérieure d'art et design de Grenoble-Valence                    | 1762              | École des beaux-arts industriels de Grenoble                                                         |
| Grenoble         | École supérieure d'art et design de Grenoble-Valence                    | 1899              | École régionale des beaux-arts de Valence                                                            |
| Chalon-sur-Saône | EMA Fructidor                                                           | N/A               | N/A                                                                                                  |
| Clermont-Ferrand | École supérieure d'art de Clermont-Ferrand (ESACM)                      | 1884              | N/A                                                                                                  |